# Décret du 7 août 1793 qui déclare William Pitt ennemi du genre humain
Le décret du 7 août 1793 qui déclare William Pitt ennemi du genre humain est un décret de la Convention nationale datant de 1793.

## Contexte
Comme André Dupin le remarque dans son Manuel des étudians en droit et des jeunes avocats (1835), la Révolution française a été l'occasion d'une efflorescence législative qui a permis le vote de textes législatifs parfois très spécifiques. Selon lui, « le désordre s'augmenta encore par l'imperfection de la législation », car elle aurait contribué à une surenchère législative. Ainsi, dans un décret du 27 brumaire an VIII, la Convention vote une déclaration de sa « résolution constante d'être terrible envers ses ennemis ». Avait aussi été voté le décret du 19 brumaire an II « invitant à faire des offrandes à la patrie en chemise ».
La Grande-Bretagne est en guerre contre la France depuis plus de six mois. Certains conventionnels proposent de voter des textes incisifs à l'égard du pays. Plusieurs textes relatifs aux étrangers présents en France, plus ou moins répressifs, sont discutés par la Convention parallèlement, sur fond de peur d'une conspiration contre-révolutionnaire étrangère.

## Débat parlementaire
Jacques Garnier de Saintes propose en août 1793, alors que plus de sept mois de guerre se sont écoulés, un décret pour maîtriser les étrangers sur le territoire français. Dans son discours, il exhorte la Convention à  décréter « que Pitt est l'ennemi du genre humain, et que tout le monde a le droit de l'assassiner ». Le texte déposé au bureau de la Convention propose ainsi d'autoriser l'assassinat du ministre  britannique William Pitt le Jeune. 
Certains parlementaires cherchent à apporter des nuances au texte. Le climat qui règne à la Convention rend difficile l'opposition frontale au projet de décret ; les retranscriptions des débats mentionnent qu'un conventionnel anonyme déclare « qu’il est indigne d’autoriser l’assassinat par une loi. Sous aucun rapport, la vie d’un étranger ne peut nous appartenir ». Georges Couthon cherche à rendre le texte moins brutal en déclarant : « Je n'appuierai pas la proposition qui vous est faite d'autoriser l'assassinat de Pitt ; mais je demande au moins que vous décrétiez solennellement que Pitt est l'ennemi de l'espèce humaine. »
Le décret est voté le 7 août 1793 par la Convention. Il dispose : « La Convention nationale déclare, au nom du peuple François, que William Pitt, ministre du gouvernement Britannique, est l'ennemi du genre humain. »

## Postérité
Le décret du 7 août 1793 qui déclare William Pitt ennemi du genre humain a été mobilisé par des juristes et des historiens comme un exemple des dérives de la Convention durant l'épisode de la Terreur. Sophie Wahnich, dans son ouvrage L'Impossible citoyen, considère que le décret illustre les ambiguïtés des conventionnels au sujet des étrangers et de la méthode à adopter face aux contre-révolutionnaires. André Dupin replace ce décret dans l'efflorescence des textes créateurs de droit grandiloquents votés durant la période.